# Zatypota pallipes
Zatypota pallipes là một loài tò vò thuộc họ Ichneumonidae.